# V349 Большого Пса
V349 Большого Пса (лат. V349 Canis Majoris) — одиночная переменная звезда в созвездии Большого Пса на расстоянии (вычисленном из значения параллакса) приблизительно 9206 световых лет (около 2822 парсеков) от Солнца. Видимая звёздная величина звезды — от более +15m до +12,9m.

## Характеристики
V349 Большого Пса — красная пульсирующая переменная звезда, мирида (M).